# ナーゾ
ナーゾ（イタリア語: Naso）は、イタリア共和国シチリア州メッシーナ県にある、人口約3,700人の基礎自治体（コムーネ）。

## 地理

### 位置・広がり
メッシーナ県のコムーネ。県都メッシーナから西へ68kmの距離にある。

#### 隣接コムーネ
隣接するコムーネは以下の通り。
- ブローロ
- カーポ・ドルランド
- カステッルンベルト
- フィカッラ
- ミルト
- サン・サルヴァトーレ・ディ・フィターリア
- シナグラ

## 行政

### 分離集落
ナーゾには、以下の分離集落（フラツィオーネ）がある。
- Bazia, Brucoli, Cagnanò, Caria Ferro, Cresta, Feudo, Francì, Gattina, Madonnuzza, Maina, Miceli, Malò, Ficheruzza, Grazia, Munafò, Munidari, Piano San Cono, Ponte Naso, Risari, San Giorgio, Sant'Antonio, Valentino, Due Fiumare.